# 曹贤惠
曹賢惠（？—？），歸義軍第七任節度使曹宗壽之子，第八任節度使曹賢順之弟。1014年曹宗壽去世，同年四月宋廷下令曹賢慧出任瓜州檢校刑部尚書。
清吳廣成所著的《西夏書事》記載天聖八年(即公元1030年)春三月，回鶻瓜州王請降西夏，德明(李德明)納之，隨後作者以小字注解：時德明雖得瓜州尚距千里，中隔肅州，回鶻與西夏世仇，何以逐降。書中瓜州王為曹賢順。